# Angelina Ballerina (serie de televisión)
Angelina Ballerina es una serie de televisión británica animada para niños en edad preescolar, basada en la serie de libros infantiles Angelina Ballerina de la autora Katharine Holabird y la ilustradora Helen Craig. La serie trata sobre Angelina Mouseling, una joven ratona a la que le encanta bailar ballet, su familia y sus compañeros de clase. Finty Williams interpretó la voz de Angelina y Judi Dench interpretó la voz de Miss Lilly.
El programa tuvo 39 episodios de 15 minutos de duración, así como tres especiales más largos, que se emitieron por primera vez entre 2001 y 2006. La serie fue producida por HIT Entertainment y Grand Slamm Children's Films. Se emitió en el bloque CITV de ITV en el Reino Unido. En Estados Unidos, el programa fue presentado por Connecticut Public Television y distribuido a nivel nacional por PBS Kids de 2002 a 2003; las reposiciones continuaron en estaciones selectas hasta 2009, así como en PBS Kids Sprout.
SD Entertainment y HIT Entertainment produjeron una reposición CGI, Angelina Ballerina: Los siguientes pasos, que se emitió en Milkshake! de 2009 a 2010.

## Episodios
Cada episodio suele contener un par de historias independientes seguidas de un breve segmento de acción en vivo "Little Stars" que presenta a estudiantes de ballet reales que ilustran un aspecto particular de la actuación de ballet.

## Recepción
En los Indie Awards de 2004, el primer episodio de la temporada 2, "The Proposal", fue nombrado ganador de la categoría de Mejor Animación.

## Otros medios

### Mercancía
Los juegos de muñecos de peluche de American Girl se lanzaron y produjeron a principios de la década de 2000 junto con los libros de la autora Katharine Holabird y la ilustradora Helen Craig.